# خوزه آنخل اوریبارنا
خوزه آنخل اوریبارنا (انگلیسی: José Ángel Uribarrena؛ زادهٔ ۸ ژانویهٔ ۱۹۶۹) بازیکن فوتبال اهل اسپانیا است.
از باشگاه‌هایی که در آن بازی کرده‌است می‌توان به باشگاه فوتبال سلتاویگو، باشگاه فوتبال اتلتیک بیلبائو، باشگاه فوتبال اتلتیک بیلبائو بی، و باشگاه فوتبال آلمریا اشاره کرد.